# Stenoma leucocryptis
Stenoma leucocryptis es una especie de polilla del género Stenoma, orden Lepidoptera.
Fue descrita científicamente por Meyrick en 1932.

## Distribución
Se distribuye por Colombia.